# Britelo (Celorico de Basto)
Britelo is een plaats (freguesia) in de Portugese gemeente Celorico de Basto en telt 2 542 inwoners (2001).

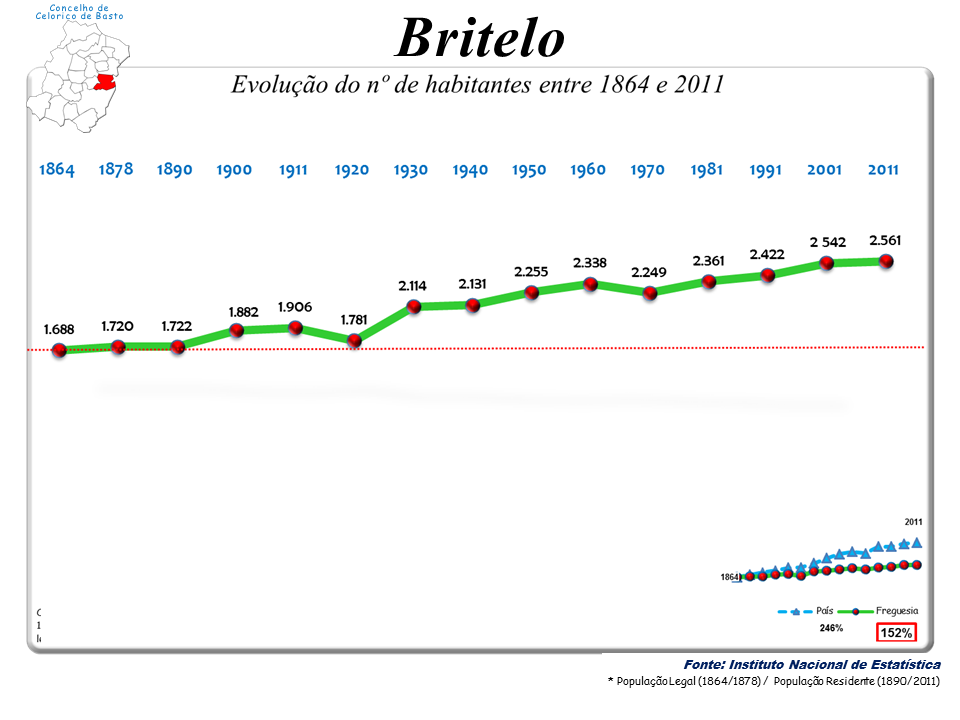
Bevolkingsontwikkeling tussen 1864 en 2011